# Jin Air Green Wings

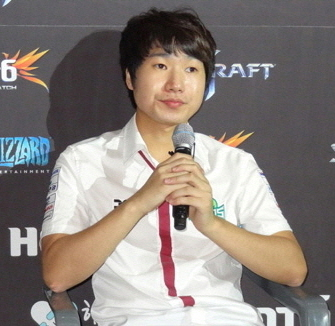
Kim „sOs“ Yoo-jin (2014)

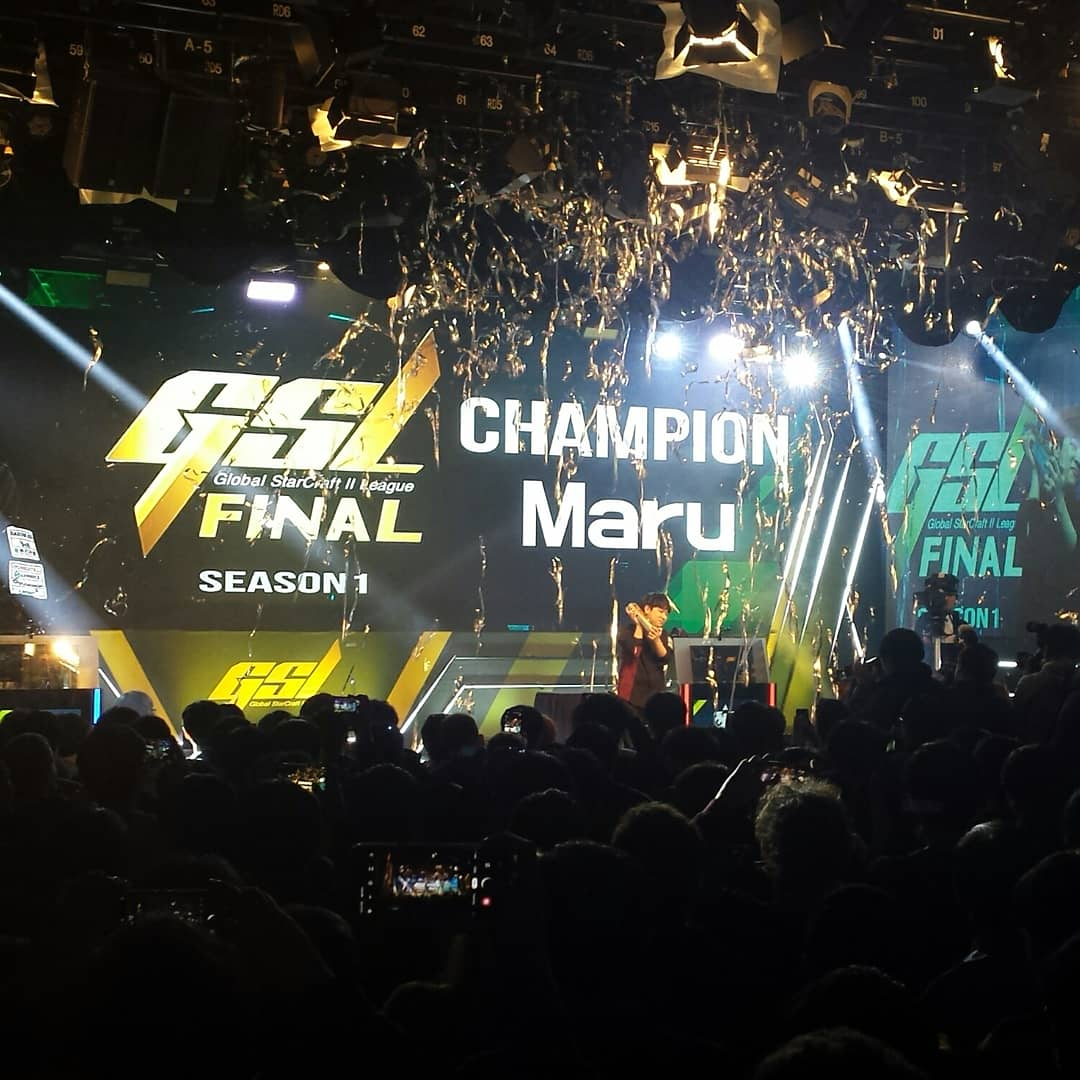
Cho „Maru“ Seong-ju nach seinem vierten GSL-Titel (2019)

Jin Air Green Wings war der Name einer E-Sport-Organisation aus Südkorea. Hauptsponsor war die Fluggesellschaft Jin Air. Das Team war in StarCraft bzw. StarCraft 2 sowie League of Legends aktiv.

## Team
Das Team ging 2013 aus dem von der KeSPA organisierten 8th Team hervor. Das 8th Team wurde Ende 2011 von der KeSPA gegründet, damit der Spielbetrieb in der Proleague in StarCraft: Broodwar nach der Auflösung der Teams MBCGame HERO, WeMadeFOX und Hwaseung Oz fortgeführt werden konnte. 2013 stieg die Fluggesellschaft Jin Air als namensgebender Hauptsponsor für das Team ein.
2014 erfolgte der Einstieg in League of Legends. Von 2013 bis 2014 stellte die Organisation zwei Teams namens Jin Air Green Wings Falcons und Jin Air Green Wings Stealths, die es allerdings nie unter die Top 4 beim OGN-Champions-Turnier schafften. Seit 2015 ist dort pro Organisation nur noch ein Team erlaubt, sodass die „Stealths“ und „Falcons“ fusioniert wurden. Im November 2020 wurde das Team aufgelöst nachdem die LCK auf ein Franchising-System umgestellt wurde.
Die erfolgreichsten StarCraft-2-Spieler von Jin Air waren Cho „Maru“ Seong-ju, Kim „sOs“ Yoo-jin und Lee „Rogue“ Byung-ryul, die alle drei zu den zehn erfolgreichsten StarCraft-2-Spielern nach Karrierepreisgeld gehören (Stand: Februar 2023) und zahlreiche Einzel-Turniere gewannen. Zudem gewann das Team die 2016 letztmals ausgetragene Proleague.

## Spieler

### StarCraft / StarCraft 2 (Auswahl)
- Lee „Jaedong“ Jae-dong  (Zerg, 2011–2012 (als 8th Team))
- Bang „TRUE“ Tae-soo  (Zerg, 2013–2014)
- Kang „Symbol“ Dong-hyun  (Zerg, 2014–2015)
- Yang „Pigbaby“ Hee-soo  (Protoss, 2013–2014, 2014–2015)
- Kim „Cure“ Doh-wook  (Terraner, 2011-2019)
- Cho „Maru“ Seong-ju  (Terraner, 2013-2020)
- Lee „Rogue“ Byung-ryul  (Zerg, 2013-2020)
- Kim „sOs“ Yoo-jin  (Protoss, seit 2013-2020)
- Cho „Trap“ Sung-ho  (Protoss, seit 2014-2020)
- Jang „Creator“ Hyun-woo  (Protoss, 2015-2020)

## Erfolge

### StarCraft 2 (als Team)
- 2014 SK Telecom Proleague – 2. Runde (1. Platz, ₩ 5,000,000)[2]
- 2014 SK Telecom Proleague – 4. Runde (1. Platz, ₩ 5,000,000)
- 2015 SK Telecom Proleague – Grand Finals (2. Platz, ₩ 20,000,000)
- 2016 SK Telecom Proleague – 2. Runde (1. Platz ₩ 15,000,000)
- 2016 SK Telecom Proleague – Grand Finals  (1. Platz ₩ 50,000,000)

### League of Legends
- SK Telecom LTE-A LoL Masters 2014 (4.–7. Platz, ₩ 5,000,000)
- League of Legends Champions Korea Spring 2015 (4. Platz, ₩ 20,000,000)
- League of Legends Champions Korea Spring 2016 (4. Platz, ₩ 20,000,000)
- 2015 LoL KeSPA Cup (5.–8. Platz, ₩ 5,000,000)
- 2015 IEM Season X – San Jose (3.–4. Platz, $ 5,000)[3]